# Wanda Jostowa
Wanda Maria Jostowa (ur. 1 lipca 1906 we Lwowie, zm. 28 maja 2000 w Zakopanem) – polska etnolog, muzealnik, nauczycielka, współzałożycielka i pierwsza dyrektor Orawskiego Parku Etnograficznego.

## Życiorys
Była córką Longina Musiałowicza i Hieronimy Ludwiki z Jostów. W dzieciństwie przeprowadziła się z rodzicami do Zakopanego, gdzie w latach 1917–1925 ukończyła Państwowe Gimnazjum Realne. W roku następnym rozpoczęła studia na Wydziale Filozoficznym Uniwersytetu Jagiellońskiego. W 1933 roku uzyskała tytuł magistra pedagogiki, rok później magistra geografii. Do wybuchu II wojny światowej pracowała jako nauczycielka w szkołach w Krakowie, Płońsku, Starym Sączu, Inowrocławiu i Zakopanem. W 1939 roku poślubiła Stanisława Josta (zm. 1946). Okres okupacji niemieckiej spędziła w Zakopanem.
W latach 1945–1948 pracowała jako nauczycielka w zakopiańskim Państwowym Liceum Pedagogicznym, następnie znalazła zatrudnienie w Państwowym Muzeum Kultur Ludowych w Młocinach, w dziale krajów pozaeuropejskich. Od 1954 roku, po powrocie do Zakopanego, pracowała w Muzeum Tatrzańskim, między innymi jako kustosz zbiorów bibliotecznych. Była również przewodniczącą Podhalańskiej Komisji Opieki nad Zabytkami. Od 1955 roku zajmowała się organizacją, a następnie kierowała, po części społecznie, powstającym w Zubrzycy Górnej Orawskim Parkiem Etnograficznym. W 1968 roku uzyskała na Uniwersytecie Łódzkim tytuł doktora nauk humanistycznych. W 1974 roku, po formalnym wejściu parku do struktur muzealnych, została jego pierwszym dyrektorem, pełniąc tę funkcję do przejścia na emeryturę w 1977 roku.
Była autorką około 100 prac, w tym między innymi uznawanych za pionierskie: Pasterstwo na Polskiej Orawie (1972) i Materiały do zagadnienia gospodarski chłopskiej w „borach” orawskich oraz główną redaktorką pracy zbiorowej Zagadnienia kultury ludowej Podhala, Spisza i Orawy (1986). Publikowała między innymi w „Wierchach”, „Roczniku Podhalańskim” i „Polskiej Sztuce Ludowej”. Zmarła w 2000 roku i została pochowana na Nowym Cmentarzu w Zakopanem (kw. P3-A-5).

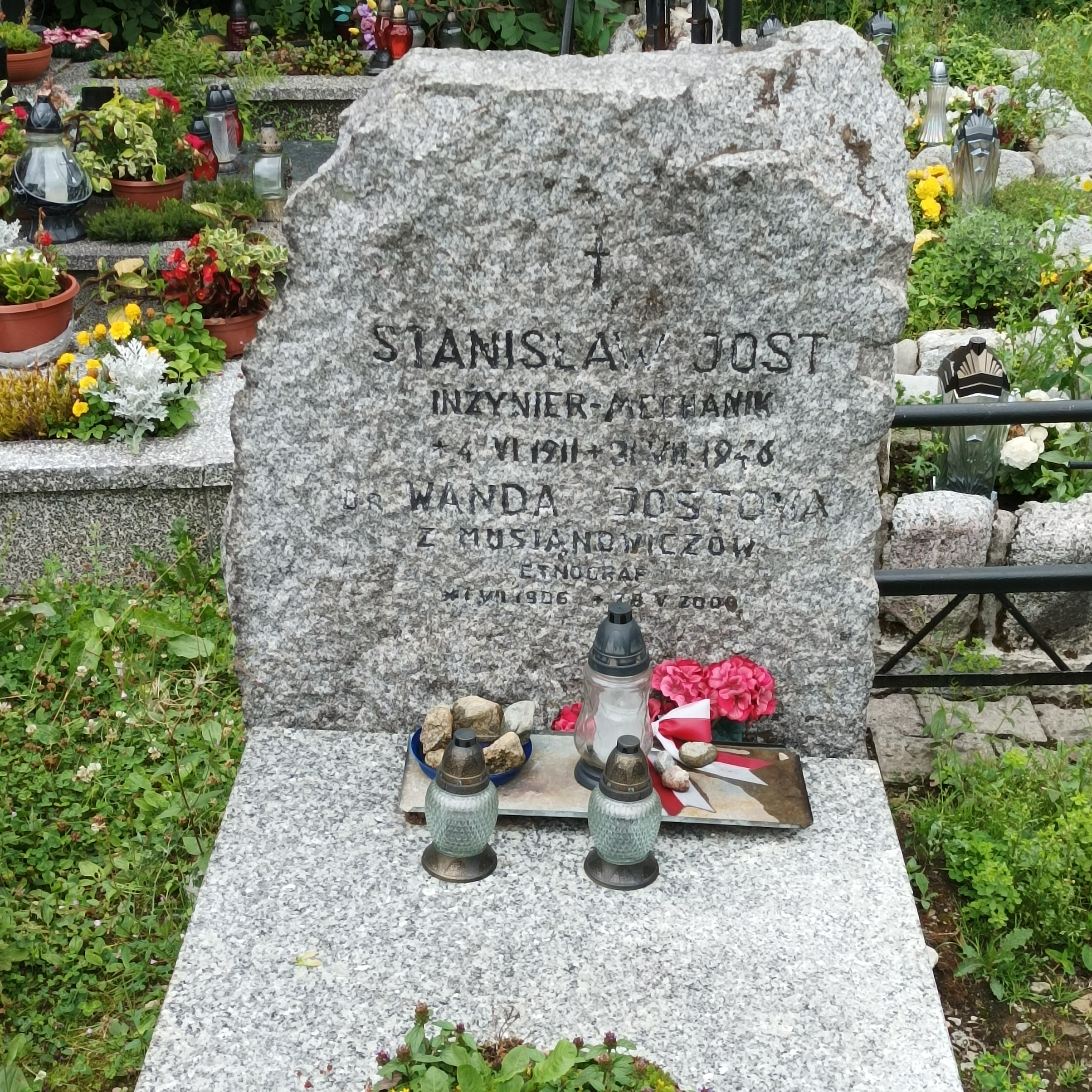
Grób dr Wandy Jostowej na Nowym Cmentarzu w Zakopanem